# خوزه مانوئل مورالس
خوزه مانوئل مورالس (انگلیسی: José Manuel Morales؛ زادهٔ ۱۹ فوریهٔ ۱۹۹۱) بازیکن فوتبال اهل اسپانیا است.
از باشگاه‌هایی که در آن بازی کرده است می‌توان به باشگاه فوتبال ختافه و باشگاه فوتبال سویا اشاره کرد.